# L.J. Shelton
L.J. Shelton (Corvallis, 21 marzo 1976) è un ex giocatore di football americano statunitense che ha militato nel ruolo di offensive tackle nella National Football League.

## Carriera
Al college Shelton giocò a football alla Eastern Michigan University dove nel 1998 fu inserito nel Second-team All-American da The Sporting News. Fu scelto come ventunesimo assoluto nel Draft NFL 1999 dagli Arizona Cardinals. Nella sua stagione da rookie saltò l'intero training camp e due gare della stagione regolare per una disputa contrattuale. L'anno successivo disputò 14 gare come tackle sinistro titolare. Nel 2001 disputò per la prima volta tutte le 16 sfide come partente. Nel 2004, l'ultima stagione con la franchigia, chiuse in lista infortunati per un problema a un ginocchio.
Il 3 giugno 2005 Shelton come free agent con i Cleveland Browns. Nell'unica stagione con la squadra partì in tutte le 16 partite come titolare e bloccò per Reuben Droughns che divenne il primo running back dei Browns a superare le 1.000 yard corse dal 1985.
Il 15 marzo 2006 Shelton firmò un contratto quadriennale con i Miami Dolphins malgrado i Browns avessero mostrato interesse nel rinnovargli il contratto. Dopo avere faticato nelle prime cinque partite fu spostato nel ruolo di guardia destra, in cui disputò le ultime 11 gare come titolare. Fu svincolato l'11 febbraio 2008.
Il 29 aprile 2008 Shelton firmò un contratto biennale con i San Diego Chargers che tuttavia lo svincolarono dopo una stagione